# Cassius C. Dowell

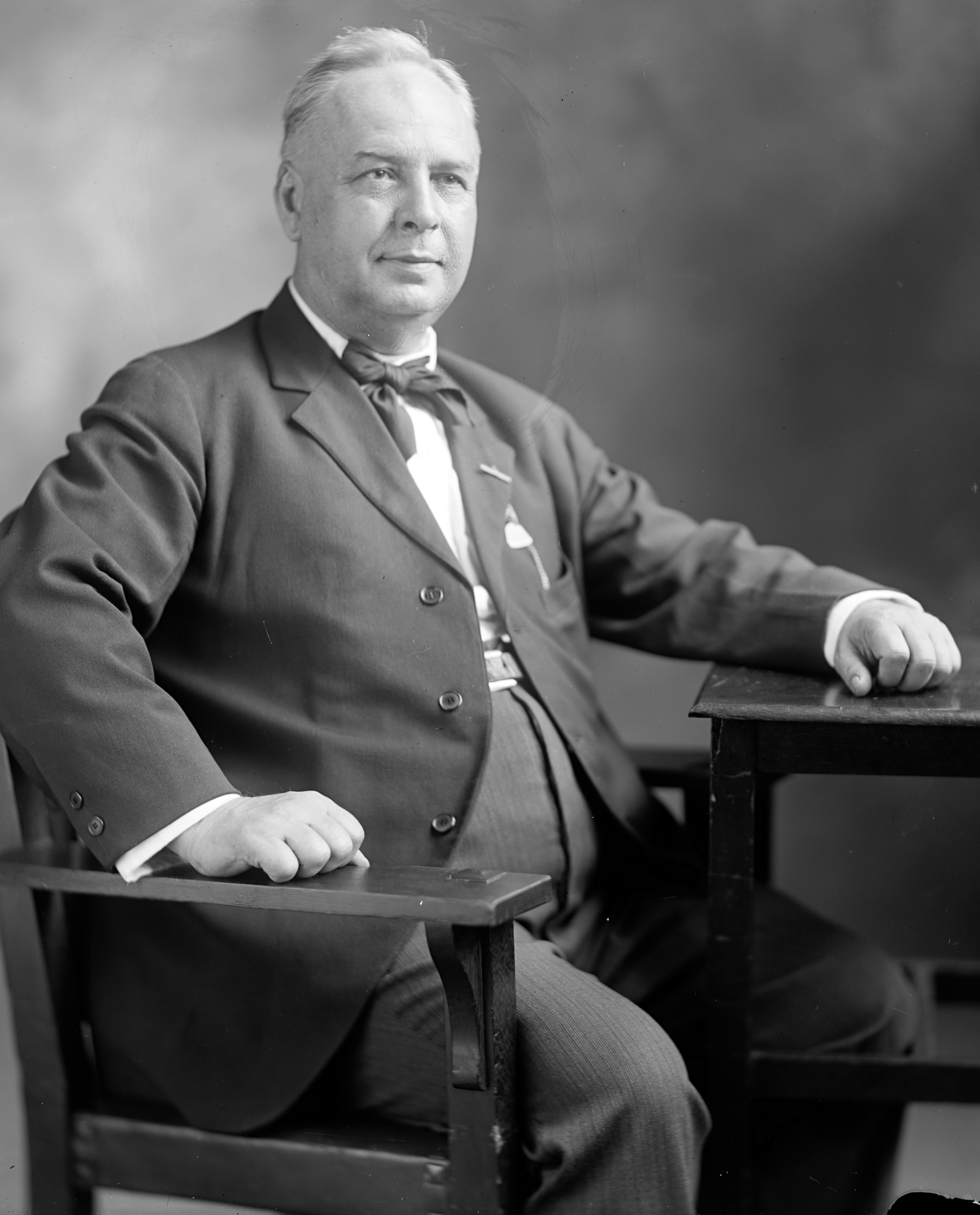
Cassius C. Dowell

Cassius Clay Dowell (* 29. Februar 1864 bei Summerset, Warren County, Iowa; † 4. Februar 1940 in Washington, D.C.) war ein US-amerikanischer Politiker. Zwischen 1915 und 1935 sowie nochmals von 1937 bis 1940 vertrat er den Bundesstaat Iowa im US-Repräsentantenhaus.

## Werdegang
Cassius Dowell wurde auf einer Farm in der Nähe von Summerset geboren. Er besuchte die öffentlichen Schulen seiner Heimat und das Baptist College in Des Moines sowie das Simpson College in Indianola. Außerdem studierte er bis 1886 an der Drake University in Des Moines Kunst. Nach einem anschließenden Jurastudium, ebenfalls an der Drake University, und seiner im Jahr 1888 erfolgten Zulassung als Rechtsanwalt begann er in Des Moines in seinem neuen Beruf zu praktizieren.
Dowell war Mitglied der Republikanischen Partei. Zwischen 1894 und 1898 saß er als Abgeordneter im Repräsentantenhaus von Iowa; von 1902 und 1912 gehörte er dem Staatssenat an. 1914 wurde er im siebten Wahlbezirk von Iowa in das US-Repräsentantenhaus in Washington gewählt, wo er am 4. März 1915 die Nachfolge von Solomon F. Prouty antrat. Nach neun Wiederwahlen konnte er bis zum 3. Januar 1935 zehn zusammenhängende Legislaturperioden im Kongress absolvieren. Seit 1933 vertrat er dabei den sechsten Distrikt. In dieser Zeit war er von 1919 bis 1923 Vorsitzender des Wahlausschusses. Außerdem war er von 1923 bis 1931 Mitglied im Straßenbauausschuss. In seine Zeit als Kongressabgeordneter fielen der Erste Weltkrieg, die Weltwirtschaftskrise und der New Deal. Außerdem wurden damals der 18., der 19., der 20. und der 21. Verfassungszusatz beraten und verabschiedet.
Bei den Wahlen des Jahres 1934 verlor Dowell gegen Hubert Utterback. Daraufhin arbeitete er wieder als Anwalt in Des Moines. 1936 konnte er sein altes Mandat zurückgewinnen und nach einer Wiederwahl vom 3. Januar 1937 bis zu seinem Tod am 4. Februar 1940 im Kongress verbleiben. In dieser Zeit wurden dort weitere New-Deal-Gesetze verabschiedet. Cassius Dowell starb an Herzversagen und wurde in Des Moines beigesetzt.